# Fujiwara no Kanefusa
Fujiwara no Kanefusa (藤原 兼房?   1153 - 30 de marzo de 1217) fue un kugyō (cortesano japonés de clase alta) que vivió a finales de la era Heian y comienzos de la era Kamakura. Fue miembro del clan Fujiwara e hijo del regente Fujiwara no Tadamichi.

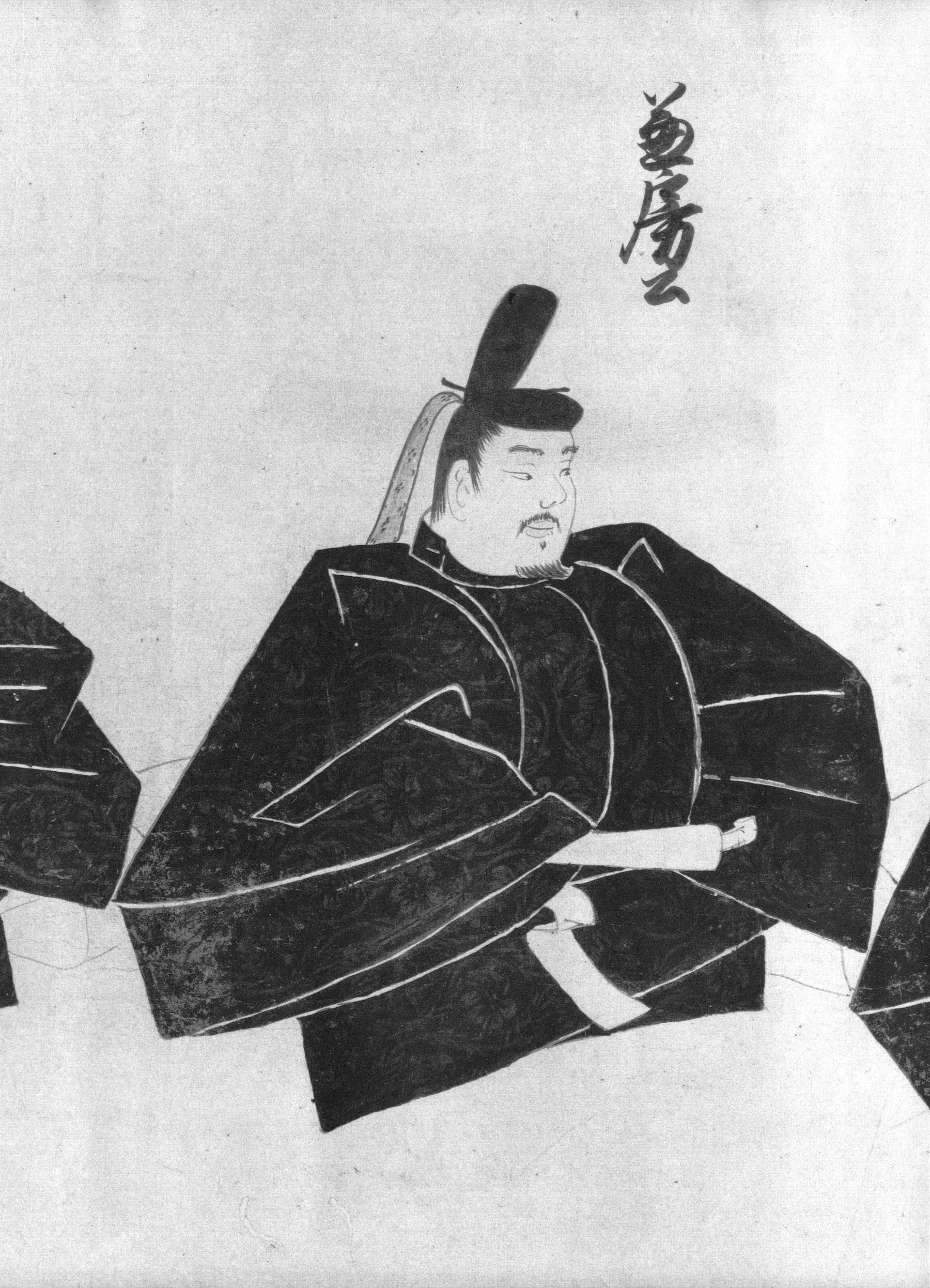
Fujiwara no Kanefusa
(Tenshi Sekkan Miei,)

Ingresó a la corte imperial en 1162 con el rango jugoi superior y en 1166 fue promovido al rango jusanmi convirtiéndose en cortesano de clase alta. No obstante, según el Gyokujō, diario de su hermano Kujō Kanezane, no ocupó cargos dentro de la corte hasta 1183 cuando fue nombrado gonchūnagon, pero unos pocos meses después tras el sitio de Hōjūjidono en Kioto, su paradero fue desconocido. En 1185 fue designado gondainagon y promovido en 1189 como dainagon, con el fin de respaldar a su hermano Kanezane.
En 1190, tras la renuncia de Tokudaiji Sanesada en el Daijō-kan, Kanefusa fue apadrinado por Kanezane como su sucesor, contra las aspiraciones de Nakayama Tadachika. Al final, el enclaustrado Emperador Go-Shirakawa favoreció a Kanefusa siendo nombrado naidaijin hasta 1191, cuando Tadachika ocupó el puesto. Sin embargo, Kanefusa fue promovido a Daijō Daijin (Canciller del Reino) hasta 1196 cuando tras el golpe que sacó del poder a Kanezane como regente, dejó a Kanefusa sin apoyo político.
En 1199 abandonó la vida como cortesano y se convirtió en monje budista (shukke), falleciendo en 1217. Tuvo como hijo al cortesano Kujō Kaneyoshi.